# Bobby Broom

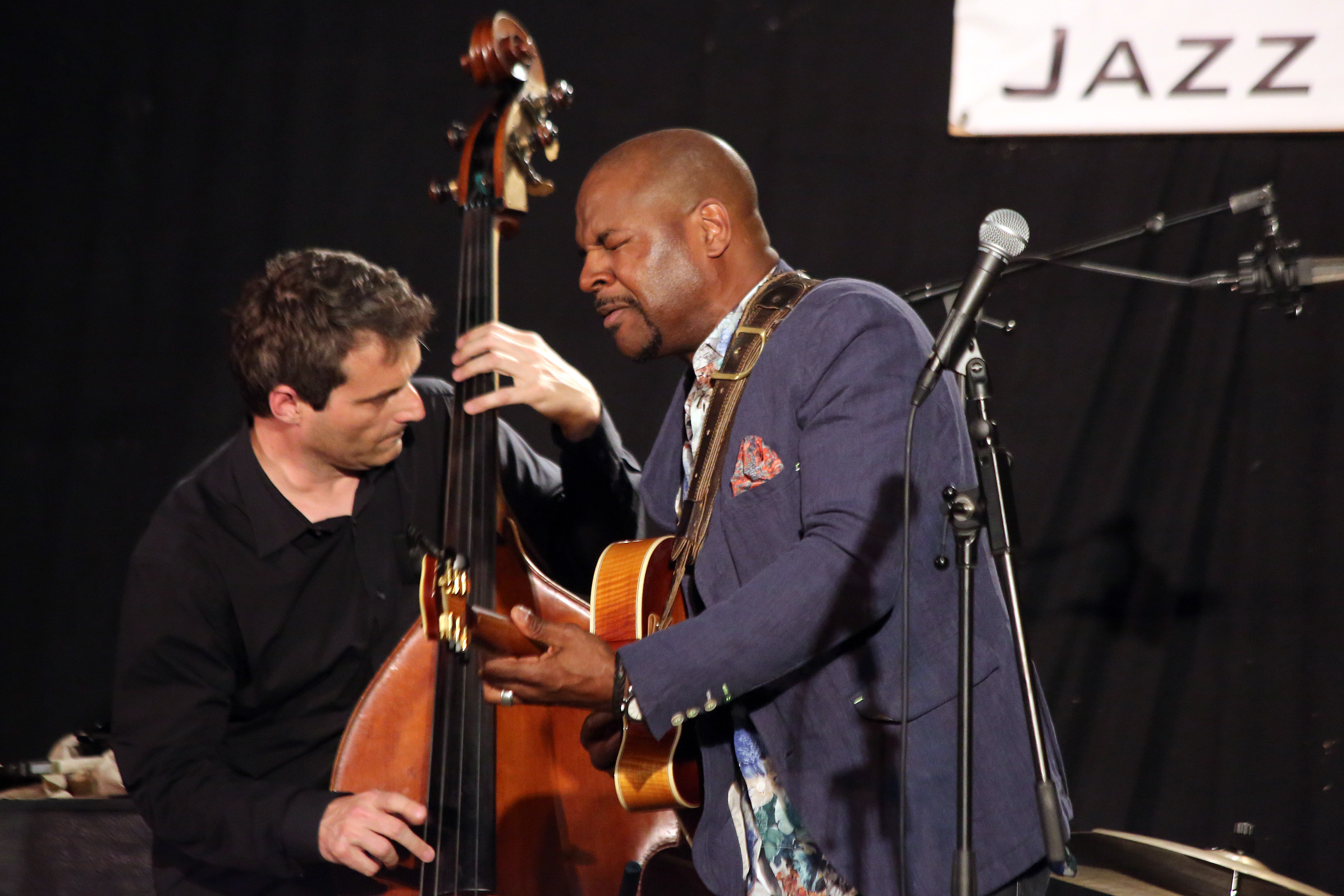
Bobby Broom Trio (INNtöne 2013)

Bobby Broom (* 18. Januar 1961 in New York City als Robert Broom, Jr.) ist ein 
US-amerikanischer Jazzgitarrist und Musikpädagoge.

## Leben und Wirken
Bobby Broom begann mit 13 Jahren Gitarre zu lernen, spielte zunächst Folk, dann beschäftigte er sich mit Jazz, als er bei dem Jazzgitarristen Jimmy Carter in Harlem studierte. Er besuchte die High School of Music and Art und trat in New Yorker Clubs mit Al Haig und Walter Bishop junior auf. 1977 spielte er bei einem Konzert in der Carnegie Hall erstmals mit seinem späteren Mentor Sonny Rollins. Anschließend studierte er an der Berklee School of Music (1978/79), kehrte dann nach New York zurück, um sein Studium an der Long Island University abzuschließen. Daneben arbeitete er bei Art Blakeys Jazz Messengers, Dave Grusin, Hugh Masekela und Tom Browne, bis er einen Plattenvertrag bei GRP Records erhielt.
Mitte der 1980er Jahre zog er nach Chicago, wo er 1990 das Bobby Broom Trio bildete; 1999 folgte das Deep Blue Organ Trio, mit denen er eine Reihe von Aufnahmen unter eigenem Namen bei Delmark, Arista, Criss Cross Jazz, Fantasy und Origin Records vorlegte, beginnend mit dem Trioalbum Stand! (2001), auf dem er Interpretationen von 60er/70er Pop- und Soul-Klassikern einspielte. Gegenwärtig (2012) besteht seine Band aus Chris Foreman (Orgel) und Greg Rockingham (Schlagzeug).  
Daneben ist Broom seit 1982 als Musikpädagoge tätig, zunächst in Zusammenarbeit mit Jackie McLean an der Hartt School of Music der University of Hartford. Außerdem war er als Dozent am American Conservatory of Music (1986–1990), dem Chicago Musical College der Roosevelt University (1990–1994), am Thelonious Monk Institute of Jazz (1987) und an der DePaul University (2002–2008) tätig. Gegenwärtig unterrichtet er für die Ravinia Festival Organization im Programm Music In The Schools/Jazz Mentor Community Outreach Program und am Thelonious Monk Institute.
Bobby Broom arbeitete im Laufe seiner Karriere außerdem mit Ronnie Cuber, Robert Irving III, David Murray, Max Roach, Stanley Turrentine, Kenny Garrett, Bill Evans, Miles Davis, Dr. Lonnie Smith, Charles Earland, Dr. John, Kenny Burrell, Eric Alexander, Ramsey Lewis und Sadao Watanabe. Weiterhin spielte er im Trio Golden Stryker mit Ron Carter und Mulgrew Miller. Zu hören ist er auch auf Ron Blakes Album Mistaken Identity (2023).

## Diskographie
- Clean Sweep (1981 GRP/Arista Records)
- No Hype Blues (1995 Criss Cross Jazz)
- Waiting and Waiting (1997 Criss Cross Jazz)
- Stand (2001 Premonition Records)
- Modern Man (2001 Delmark)
- Song and Dance (2007 Origin)
- The Way I Play (2008 Origin)
- Bobby Broom Plays for Monk (2009 Origin)
- My Shining Hour (2014 Origin)
- The Bobby Broom Organi-Sation: Jamalot (2024)